# کورینا لینگناو
کورینا لینگناو (آلمانی: Corinna Lingnau؛ زادهٔ ۱۸ ژانویه ۱۹۶۰) بازیکن هاکی روی چمن اهل آلمان است.